# Enterocolite necrotizante
Enterocolite necrosante é uma inflamação intestinal em que porções do intestino sofrem necrose (morte das células) e geralmente ocorre em recém-nascidos prematuros (90% dos casos). 

## Causas
A enterocolite necrosante é multifatorial e as conjunções de fatores exatos que as causam ainda estão sendo estudados. Não existe nenhuma conclusão ainda sobre isso. A doença está ligada a imaturidade da camada que reveste o intestino do bebê. Suspeita-se que seja causado por problemas de irrigação sanguínea intestinal causados por um inadequado crescimento intrauterino causada por falta de muco protetor facilitando a colonização por bactérias patogênicas como Escherichia coli, Klebsiella, Salmonella, Staphylococcus epidermidis. Predisposição genética pode estar envolvida, mas ainda não existe conclusão sobre isso. Geralmente atinge íleo ou cólon ascendente.

## Sinais e sintomas
Os sintomas podem surgir de forma lenta ou repentinamente, poucos dias após o nascimento, e podem incluir: 
- Inchaço abdominal
- Sangue nas fezes
- Diarreia
- Dificuldade em alimentar
- Fadiga
- Temperatura corporal instável
- Vômitos

## Epidemiologia
Atinge cerca de 1 em cada 1000 nascidos vivos, sendo uma das causas mais comuns de internação neonatal. É a segunda causa mais comum de mortalidade em recém-nascidos prematuros. A taxa de mortalidade varia entre 18% e 45%, relacionado diretamente com o grau de prematuridade e com a gravidade da infecção.

## Tratamento
O tratamento para um bebê que pode incluir: 
- Interromper a alimentação oral;
- Alimentação intravenosa que corrija desequilíbrios hidroeletrolíticos.
- Aliviar gases intestinais através da inserção de um tubo no estômago;
- Antibióticos por 10 a 14 dias (como ampicilina, gentamicina ou cefotaxima);
- Monitoramento da situação com a radiografia abdominal, exames de sangue e medição de gases sanguíneos;
- Entre 20 e 40% precisam de cirurgia, para tratar perfurações intestinais ou inflamação da parede abdominal (peritonite). Essa cirurgia serve para remover o tecido do intestino morto, drenagem peritoneal e realizar uma colostomia ou ileostomia. Alguns bebês podem desenvolver síndrome do intestino curto, abscessos, fístula ou sepse após a cirurgia.

A alimentação oral só é retomada cerca de duas semanas após o tratamento.

## Prevenção
Alimentar com muito leite materno assim que possível é a medida preventiva mais eficiente, reduzindo em quase 70% os riscos de enterocolite necrosante.  Outras medidas incluem suplementação de Imunoglobulina A, com arginina, corticosteroides, antibióticos ou probióticos.
Para aumentar os esforços relativos a prevenção, o primeiro Dia Internacional de Conscientização da Enterocolite Necrosante foi realizado em 17 de maio de 2018 (a exatos 6 meses do Dia Mundial da Prematuridade).  O dia no Brasil foi marcado com a divulgaçao de um video da apresentadora Isabella Fiorentino, madrinha da causa, falando sobre a doença. No exterior, foi duvulgado um video da jornalista britanica Julie_MacDonald_(journalist) alertando sobre a enterocolite necrosante. 